# 海底人8823
『海底人8823』（かいていじんはやぶさ）は、1960年に製作された特撮テレビ番組、および劇中の主人公であるヒーローの名称。大映テレビ室製作。1960年1月3日から6月28日まで（近畿地方では6月26日まで）、フジテレビ系で放映された。宮本製菓（現：カンロ）の一社提供。
放送時間は毎週日曜日18:15 - 18:45。フジテレビ（関東地方）のみ、第15話「隼太郎と名乗る男」から毎週火曜日18:15 - 18:45に移動したが、近畿地方では放送時間そのままで放送された。 

## 概要
当時ノンフィクションライターとして活動していた黒沼健が原作と脚本を担当し、海底に沈んだ大陸や人間の耳には聞こえない3万サイクル（＝30キロヘルツ）の音を出す笛など黒沼の持つ科学知識が設定に反映されており、当時としては珍しい科学性を押し出した作品である。
また、既成のドラマツルギーを無視した脚本・演出は大映テレビの原点として位置づけられる。
海底の地下空洞に住む先住民族や、その名称が数字表記で地上人から語呂合わせで呼ばれるなどの設定は、黒沼が1958年に発表した小説『黒い炎』と類似しており、同小説が本作品の実質的な原作とされる
九里一平により漫画化され少年に連載された。8823のデザインが全く違うものになっている。

## ストーリー

### 第1部
両親を亡くし及川博士の養子として箱根で暮らしていた中学生・勇は、謎の流星群が降りしきる中、芦ノ湖畔で斜面の赤土でベルトが外れたまま倒れていた奇妙な服装の男を助けた。海底人・エルデ10008823と名乗るその男はお礼に勇に30000サイクルの音波が出る笛を与えた。勇に危機が迫り誰にも聞こえない笛の音が2回鳴ると8823が現れ、及川博士が研究中の数式「X132」を狙うブラックスター団の一味と戦う。

## 8823
海底人8823は遠い昔に彗星ツイフォンの接近により海底に没したエルデ大陸からやってきたという。本名はエルデ10008823。ただし長い名前なので周りからは簡略してはやぶさと呼ばれる。
短時間だけ相手の脳神経に激痛を与えて気絶させる特殊な光線銃が武器。肉眼では確認不可能であり、発射中は特殊な音が鳴る。自らと同じ姿をし8823の2などの名前を持つ機械と呼ばれる分身に偵察を行わせ、自らも背広姿で行動する。任務が終わると波しぶきを残し海底に帰って行く。

## キャスト
- 海底人8823、機械：井上信彦
- 及川博士：斉藤清末
- 井出博士：坪井研二
- 塙さん：丸井太郎
- 佐藤老人：錦町慶爾

### 第1部
- 勇：岩井雅（劇団ひまわり）
- 及川夫人：目黒幸子
- 及川みどり：梶山純子（劇団ひまわり）
- タイピスト万理子：南原洋子
- 中村所員：高浜裕
- 山本所員：黒川清司
- ブラックスター団員：色川猛、小野保、松本敏郎、小林昭男
- 勇のハム友達：長田英敏、鈴木寿雄（劇団ひまわり）
- 女：永州ゆみ
- ブラック博士/牧口五郎：ジョウ・オハラ
- バッジをつけた女：荒川さつき
- バッジをつけた男：若林祥二

### 第2部
- 日高工場長：近松敏夫
- 日高夫人：春江ふかみ
- 日高竜夫：清水了太（劇団ひまわり）
- 日高ユリ子：尾川幸子（劇団ひまわり）
- 怪しい女：有島圭子
- 戸川警部：色川猛
- 刑事：田代太郎
- 黒眼鏡の男：間幸太郎
- 人事部長：大原伸一
- 譲次：布施三郎
- ダイスの留：夏田隆史
- 仙太郎：辰己稔
- 守衛長：神野光
- 守衛：梅沢薫
- 三郎：小林昭男
- 健太：長崎琢
- 秘書：原田毬子
- 女中：中原美恵子
- 女給：大津節子、花村小百合
- 黒い影：?
- 子分：吉田純、板谷正夫、梶村恒男、竹下良衛
- 整型医：白松栄一
- 杉山：直木明
- スパイP1号：宮沢元
- 玲子：深川きよみ

## スタッフ
- 企画：香取雍史
- 原作・脚本：黒沼健（光文社雑誌「少年」連載）
- 撮影：杉山伸吉
- 照明：近藤兼太郎
- 美術：山崎正夫、菊地誠
- 音楽：横田昌久
- 編集：中川伊世子
- 記録：中川亜子
- 製作主任：風間孝雄
- 撮影協力：富士重工「ラビット マイナー号[注釈 7]」、日本真空工業
- 主題歌：ビクターレコード
  - 作詞：黒沼健
  - 作曲：宮城秀雄
  - 唄：ビクター児童合唱団
- 監督：中川順夫、保田進、木俣和夫

## 放映リスト
第1部
1. 黒い星
2. 怪しき指令
3. ユネスコ村の襲撃
4. ドクター・ブラック
5. 山荘の決闘
6. 影
7. 地球の悲劇
8. マリモの秘密
9. 声
10. 邪悪の眼
11. 悪魔に魂を売った男
12. ハヤブサの危機
13. 決闘

第2部
1. 怪光線
2. 隼太郎と名乗る男
3. 邪魔者は消せ
4. 2つの盗難
5. スパイ潜入
6. 対決
7. 黒いフィルム
8. 失踪
9. ユリ子ちゃんの冒険
10. 野獣の挑戦
11. スパイP3号
12. 盗まれた設計図
13. 宇宙旅行第1号

## 備考
- 近畿地方では、1970年代、近畿放送（現在のKBS京都）で再放送が行われていた。また、関西テレビでも1980年3月6日から同年4月11日まで平日午前6:00 - 6:30の時間帯で再放送されていた。

## 映像ソフト化
- 1995年以前に大映ビデオからビデオソフト2巻が発売された[2]。
- 放送40周年を記念し、傑作選のビデオ全3巻が2000年8月23日発売。
- 2018年8月31日に初めて全話を収録したDVDBOXがベストフィールドより発売された。

## 同名・類似名作品
- 音楽雑誌編集者の渋谷陽一は、 スピッツの楽曲『8823』のタイトルの元ネタは「海底人8823」だと指摘したことがあるが、作詞をしたスピッツのボーカルの草野マサムネは否定している。
- 1977年に漫画家の西岸良平が同名の作品を発表している（内容はオリジナルで単行本『地球最後の日』に収録）。
- 1980年に漫画家の柴田昌弘によって『海底土人8823』（かいていどじん、ぱぱにいちゃん）/後に他社からの再版時に『海底原人8823』（かいていげんじん、ぱぱにいちゃん）と改題、なるSF漫画が書かれており、花とゆめ5号に掲載されている。内容はオリジナルな作品であり、タイトルがオマージュとなっている。単行本『盗まれたハネムーン』に収録。